# Exochus caudatus
Exochus caudatus är en stekelart som beskrevs av Kusigemati 1971. Exochus caudatus ingår i släktet Exochus och familjen brokparasitsteklar. Inga underarter finns listade i Catalogue of Life.